# Frans Joseph Cornelis Maria van Rijckevorsel

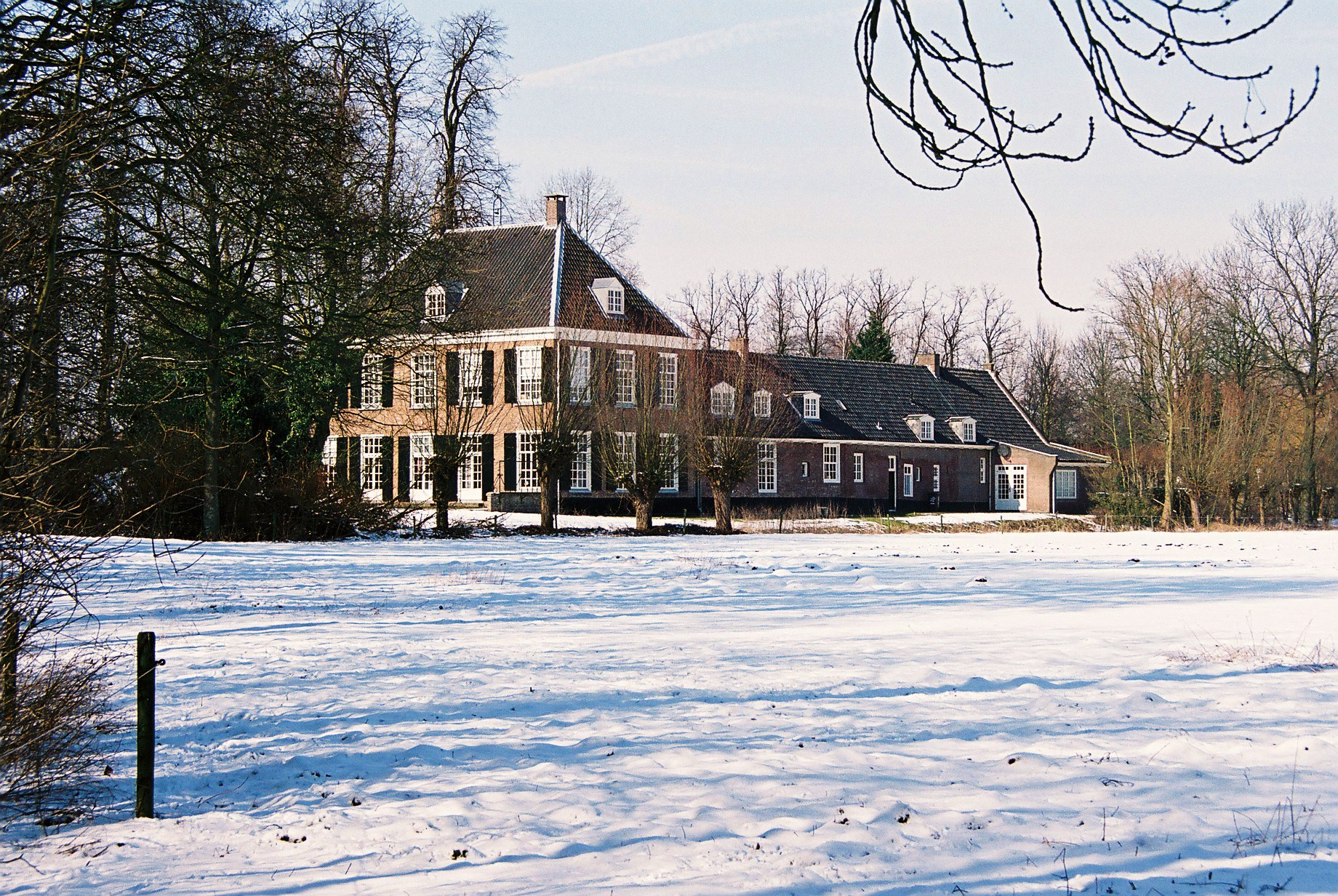
Huis Muyserick

Jhr. mr. Frans Joseph Cornelis Maria van Rijckevorsel (Den Dungen 10 februari 1907 − Vught, huis Muyserick, 10 oktober 1959) was een Nederlands burgemeester.

## Biografie
Van Rijckevorsel was een lid van de familie Van Rijckevorsel en een zoon van burgemeester jhr. Thomas Cornelis Maria van Rijckevorsel (1868-1919) en jkvr. Elisabeth Johanna Maria van der Does de Willebois (1879-1955), lid van de familie Van der Does de Willebois. Na zijn studie rechten trouwde hij in 1935 met Monique Pauline Charlotte Marie Josée van Lanschot (1912-1992), dochter van de Vughtse burgemeester August Willem Johan van Lanschot (1867-1923) en lid van de familie Van Lanschot; uit dit huwelijk werden vier kinderen geboren. In 1938 werd hij burgemeester van Lisse (tot 1946) waarna hij vanaf 1947 tot zijn overlijden burgemeester was van Vught.